# Tarenna confusa
Tarenna confusa är en måreväxtart som först beskrevs av Carl Ludwig von Blume, och fick sitt nu gällande namn av Theodoric Valeton. Tarenna confusa ingår i släktet Tarenna och familjen måreväxter. Inga underarter finns listade i Catalogue of Life.